# Zahna-Elster
Zahna-Elster település Németországban, azon belül Szász-Anhalt tartományban. Lakosainak száma 9044 fő (2023. december 31.). Zahna-Elster Jessen, Kemberg, Lutherstadt Wittenberg és Niedergörsdorf községekkel határos.

## Népesség
A település népességének változása:
| Lakosok száma | 9247 | 9216 | 9143 | 9106 | 9044 |
|               | 2017 | 2019 | 2021 | 2022 | 2023 |